# 転生

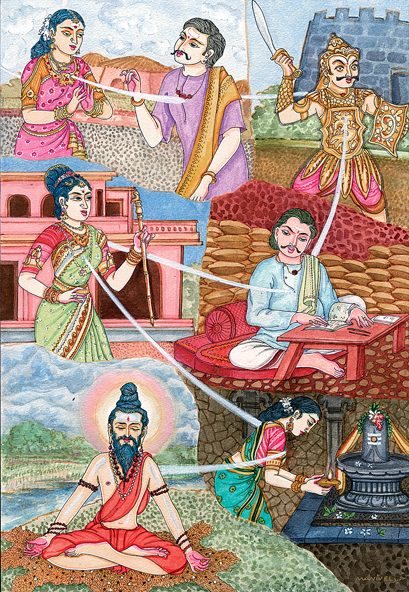
転生を描いたヒンズー教画

転生（てんせい、てんしょう）とは、肉体が生物学的な死を迎えた後には、非物質的な中核部については違った形態や肉体を得て新しい生活を送るという、哲学的、宗教的な概念。これは新生や生まれ変わりとも呼ばれ、存在を繰り返すというサンサーラ教義の一部をなす。 これはインドの宗教（バラモン教、ジャイナ教、仏教、ヒンドゥー教、シーク教）の中核教義とされ、一部のヒンドゥー教宗派では転生を信じないが来世は認めている。再生と輪廻転生といった信念は、ピタゴラス、ソクラテス、プラトンなどの古代ギリシャの歴史的人物も持っていた。またスピリティズム、神智学、エッカンカー教、および正統派ユダヤ教、北米ネイティブアメリカンの深遠信念の中にも確認されている。
キリスト教とイスラム教では大多数の宗派は個人の生まれ変わりを信じてはいないが、一部の宗派はこれに言及しており、カタリ派、アラウィー派、ドゥルーズ派、 薔薇十字団などが挙げられる。
歴史的にこれを主張した教義には、ローマ時代には新プラトン主義、ヘルメス主義、マニ教、オルペウス教、グノーシス主義があり、インドの宗教と同様に研究対象であった。

## 概要
宗教人類学者の竹倉史人は、異なる「生まれ変わり」思想を比較するための前提として、「生まれ変わり」の理念型を「現世で生命体が死を迎え、直後ないしは他界での一時的な逗留を経て、再び新しい肉体を持って現世に再生すること」と定義している。
現代日本では、転生、輪廻、輪廻転生、転生輪廻はあまり区別されず、生まれ変わりを指す言葉として使われている。インドのサンスクリット語のसंसार（saṃsāra、サンサーラ）は、輪廻、輪廻転生、生死（）、生死流転（）などとも訳される。転生は英語の Reincarnation（リインカーネーション、再受肉）の訳語でもあり、一部の宗教では「再生」とも言われる。なお転生は、キリスト教における復活や新生とは異なる概念である。
日本では、生まれ変わりは仏教思想の一つとして知られるが、仏教に固有の思想ではない。仏教にも見られる生まれ変わり思想「輪廻」は、元々インドのヒンドゥー教（バラモン教）の思想で、釈迦以前から存在し、ヒンドゥー教から派生した仏教やジャイナ教にも引き継がれた。生まれ変わり思想は、インドのみならず古代ギリシアの宗教思想にも認められる。
生まれ変わりには、ヒンドゥー教や仏教の輪廻のように人間は動物を含めた広い範囲で転生すると主張する説と、近代神智学のように人間は人間にしか転生しないという説がある。現代の欧米のニューエイジ系の思想・新宗教や南米の新宗教、日本の新宗教やスピリチュアル、漫画・アニメで見られる生まれ変わり思想「リインカーネーション」は、西洋近代に由来するもので、インドに由来する輪廻とは異なる概念である。現代では、多くの言語がリインカーネーションおよびこの直訳語で「生まれ変わり」の観念を表している。生まれ変わりの信仰・信念は一部の人から見れば荒唐無稽なものであるが、近年アメリカでは宗教的観念への信仰率が減少する中で、転生を信じる率は増加しており、日本でも2008年（平成20年）時点の調査で42.6%が「輪廻転生はあると思う」と回答しているなど、世界中で支持を集めている。
生まれ変わりの概念は、哲学、歴史学、人類学、宗教学、仏教学などで研究されてきた。米国ヴァージニア大学医学部のThe Division of Perceptual Studies（DOPS）では、前世の記憶を持つ子供たちの事例が研究されている。近年では、アメリカの『精神障害の診断と統計マニュアル 第4版』（DSM-IV、1994年）に「宗教的またはスピリチュアル的の問題」という項目が加えられたことを契機に、宗教的な観念が文化資源として注目され、生まれ変わりの概念を「医療資源」と見なしスピリチュアルケアに生かす動きも見られる。

## 生まれ変わりの理念型
世界の生まれ変わりの思想は、多様であるため、本記事でまとめて論じるために、竹倉史人の分類を援用する。竹倉は生まれ変わりの理念型を次のように分類している。
1. 再生型 ＝ 循環
2. 輪廻型 ＝ 流転
3. リインカーネーション型 ＝ 成長

### 転生型
部族や親族などの同族内で転生する循環型の生まれ変わりの思想。時には動物転生や植物転生も見られる。比較的プリミティブなもので、世界中の小規模社会にみられる。

### 輪廻型
サンサーラとされ、インドで生まれた転生観であり、生まれ変わりを流転として捉える。生物は永遠にそのカルマ（業）の応報によって、車輪がぐるぐると回転し続けるように繰り返し生まれ変わるいう考えを意味する。ヒンドゥー教（バラモン教）や仏教、ジャイナ教にみられ、流転として転生を繰り返すことを苦と捉える。

### リインカーネーション型
19世紀中頃にフランスで生まれた思想で、人間は生まれ変わりを通して成長すると考える。人類の直線的な進歩の観念に基づいている。人間には魂や霊といった不死なる根源があると考え、転生を繰り返すことで、（霊的に）進歩または（進化論登場後は）進化し、最終的に神に近い完全な存在になる、または完全な存在による完全な社会が実現されると考える。生まれ変わることは、輪廻とは異なり肯定的に捉えられる。竹倉史人によると、リインカーネーションという言葉が一般的に使われるようになったのは19世紀後半になってからで、今日の用法に連なる意味での初出はフランス語の Réincarnation（レアンカルナシォン）であり、フランスの霊媒・教育者のアラン・カルデック（1804年 - 1869年、本名：ドゥニザール＝イポリット＝レオン・リヴァイユ）が1857年に『霊の書』で用いたことで広まった。カルデックの教義は、古代ギリシアのピタゴラスやプラトンの生まれ変わり観も参考に編纂された。神秘思想やオカルティズム、心霊論、南米の宗教、アメリカのニューエイジ、日本の新宗教や新新宗教、精神世界やスピリチュアル、漫画・アニメなどの創作物の世界観などに広く取り入れられている。「カルマ」という言葉が用いられることもあるが、インド本来のカルマの概念とは別物である。

## インド由来

### ヒンドゥー教
サンスクリット語の「サンサーラ」は、「輪廻」とも「生死」とも漢訳される。倫理性が前景化した生まれ変わり思想で、インドで生まれたヒンドゥー教（バラモン教）、派生した仏教やジャイナ教に見られる。生前の行い（カルマ、業）が転生条件に影響を及ぼし、解脱できない魂（アートマン、我）は流転としての転生（輪廻）を繰り返す。正統バラモン教は、アートマン（我）やプルシャ（神我）と呼ばれる、肉体が滅んでも永遠に存続する実体があると考える「実魂論」である。インドでは六道輪廻にみられるような生まれ変わり（輪廻）による苦から解脱することが目的とされた。インドの生まれ変わり概念における時間は、円環周期的なものである。現代ではリラクセーションとしても行われる瞑想（静的なヨーガ）や、エクササイズとしても行われるヨーガ（動的なヨーガ）は、解脱を目的に行われていた。
『マヌ法典』では、シュードラ（隷民）は輪廻転生するドヴィジャ（二度生まれる者、再生族）ではなく、一度生まれるだけのエーカジャ（一生族）とされていた。女性はどのヴァルナ（身分）であってもシュードラと同等視され、エーカジャであり、輪廻しないとされた。

### 仏教
わが解脱は達成された。これが最後の生まれであり、もはや二度と生まれ変わることはない。
仏教も輪廻からの解脱を目指すが、ヒンドゥー教と異なり輪廻における主体となる永続的な根源（我、魂、我、霊などと呼ばれるもの）は存在しない（無我）としている。釈迦は、『大縁経』において、主体を立てることをせず、縁起（因果関係）によって自身の転生論を説明した。この自我を想定しない独自の転生観は様々に解釈されている。哲学者・宗教学者・社会学者のフレデリック・ルノワールは、初期の仏教において、ある肉体から肉体に輪廻するのは、魂でも自己でもなく、執着と無知によって形成された数々の心理現象の複合（五蘊）であり、個人的な意識は死によって消滅すると説明している。竹倉史人は、輪廻の主体の問題は、縁起の概念で比較的矛盾の少ない形で説明できると述べている。釈迦は、苦しんでいる人の役に立たない観念の遊戯に陥ることを良しとせず、身体とジーヴァ（命）の関係、如来が死後に存在するのかどうかといった問いは、解脱のためには意義のないものであり、問題として論じてはならない（無記）として、問われても答えなかった。この十難無記をもって釈迦が死後を否定したとする説もある。
仏教では前世の記憶を想起する能力を「宿命通」（六神通の一つ）と呼び、悟りを得るために習得すべき重要な技法であるとしており、これはヨーガ学派など仏教以外のインド哲学でも同様である。仏陀は前世の記憶を持ち、自身の前世について語ったと伝えられている。
仏教では、転生する前の生のことを前世または前生、現在の生を現世または今生（こんじょう）、転生後の次の生のことを来世または後生（ごしょう）と言い、これらをまとめて三世（さんぜ）と言う。
梶山雄一は、仏教の輪廻説には、部派仏教を代表する説一切有部（紀元前に成立）の「業報説」と、ダルマキールティ（法称 ほっしょう、600年 - 660年頃）に始まる仏教論理学派の「心相続説」の2種類があると述べている。
説一切有部の業報説では、「人がこの世で善・悪の行為を行うと、その報いとして次の世に幸・不幸の身に生まれる」としている。個人のこの世での死と次の世で母の胎内に宿る入胎（出産ではない）の間に「中有」という存在があるとされており、中有にすでに前世の業の結果が現れているという。たとえば、次の世に犬に生まれる者の中有はすでに犬の形をしている。父母の性的結合は、中有の母胎への進入の機会を与えるものにすぎないとされる。
仏教論理学派は、人には「一瞬間の意識が必ず次の瞬間の意識を生ずるという質料的因果関係の流れ」があるとした。この刹那毎に生滅をくりかえす心の連続を「心相続」という（仏教の「相続」とは、人が死んで「個」が解体され、その人を構成していた諸要素がばらばらになった後も続く諸要素の連鎖のことである。唯識派では、心相続の背後に働くものとして、表面に現れる心の連続の深層「阿頼耶識」を立てた。阿頼耶識は、表面的な心の流れに影響を与える過去の業の潜在的な形成力を「たくわえる場所（貯蔵庫）」(ālaya)で、瞑想の中で発見された。野沢正信は阿頼耶識によって、無我説と業の因果応報説という教理に整合性ある解釈がもたらされたとする。）「心相続」は人身体の死の後も、次の世の最初の意識に連なるとされる。そのため、長い輪廻の間に一定の傾向の行いを反復学習し続けることで、救済者としての仏陀への道を歩んだり、迷いを続けたりするという。この「心相続」は、身体とは独立した心の流れであるとされ、父母の性的合体、父母に由来する物質的身体は、個人の輪廻とは無関係であるとされる。
チベット仏教では生には起源がなく、限りない過去から転生を繰り返し、業と煩悩を断滅することで来世を受ける苦しみの生から解放されるとする。「心の連続体」（蔵:sems rgyud、英: mental-continuum）は途切れることがなく、「来世はない」などの唯物論的解釈を否定している。トゥルク（化身ラマ）という悟りに到達した人が、衆生が地上で苦しむ限り涅槃に達しないという菩薩の誓いを立て、死の瞬間に「人格」と「意識の統一」を保持し転生するという慈悲の転生が知られており、ダライ・ラマが特に有名である。しかしチベットの思想において、「人格」「意識の統一」を保持して転生するトゥルクは全くの例外的存在であり、西洋近代の転生説のような「個人の人格」を保持した転生思想がチベット仏教で一般的なわけではない。チベット仏教で認定される転生者には、先代の心相続が同一である化身もあれば、心相続が同一ではない再臨者、先代の一つの心相続に身・口・意の化身などの多くの再臨が同時に降臨することもあるとされる。

#### 日本
輪廻転生は日本では伝統的な死生観と考えられることが多いが、先祖が輪廻転生するなら祖霊は存在せず、先祖祭祀は無意味であるため、この2つは矛盾する面がある。日本の民族宗教では、祖霊集団からの生まれ変わりの観念（民俗的輪廻観）によって矛盾が解消されてきた（「転生型 ＝ 循環」と「輪廻型 ＝ 流転」の折衷）。
輪廻という考え方は、日本には仏教を通じて入ってきた。輪廻の思想と「死後の因果応報」つまり来世における報いの観念は密接に結びついているが、伊佐敷隆弘によると、日本人に「因果応報」という考え方が普及するうえで大きな役目を果たしたのは、9世紀初めに景戒が書いた日本最初の仏教説話集『日本霊異記』である。佐原作美によれば、因果応報により人が地獄に落ちてから畜生（動物）や人間として現世に生まれる転生譚の類型に属する説話が『日本霊異記』中に9つある。
浄土教の源信 （942年（天慶5年） - 1017年（寛仁元年））による『往生要集』は、日本人の「輪廻」や「地獄」のイメージに大きな影響を与えた。源信は、輪廻転生する世界は穢れた世界「穢土」であり、極楽は清らかな世界「浄土」であるとし、浄土の生活は楽の極みであり、死もなく永遠で、死別した愛するものとも再会できるとした。源信は穢土（天道、人道、修羅道 、畜生道、餓鬼道、地獄道の六道）を詳しく描写し、輪廻は苦であるとした。死後どの世界に赴くかは因果応報によって決まるが、輪廻から脱して極楽に迎えられる手段は二つあり、ひとつは自ら悟ることであるが、これは非常に困難で、どれほど輪廻を繰り返してもほとんど実現不可能であると考えられた。大多数の人は自力では悟ることができないため、「私が悟れたときには、誰でも私にすがれば輪廻から脱出できる力を私が持てますように」と願をかけ悟りを得た「阿弥陀仏」に帰依し、輪廻を脱して極楽に生まれ変わる「往生」（極楽往生）を目指す信仰が広まった。極楽往生は、因果応報によってではなく、阿弥陀仏の慈悲によるものであり、これが浄土教の教えである。『往生要集』の三分の二は極楽往生のための方法、阿弥陀仏の拝み方などを指南しており、極楽往生のマニュアル本のようなものであった。
日蓮宗現代宗教研究所の前研究員・渋沢光紀は、『今昔物語』や『法華験記』に見られる日本における転生思想は、その後の浄土教の往生思想や、「沙婆即寂光(土)」「草木国土悉皆成仏」を説く本覚思想、「常世の国」という日本固有の死後の世界の観念によって隅に追いやられていった。因果応報とカルマ（業）の観念は根強くあるとはいえ、カルマによる輪廻転生は、「死ねば皆ホトケになる」という考えが広まるにつれ、日本では忘れ去られていったと述べている。そのため、「カルマと転生の思想」を説く神智学が近代になって西洋から輸入された際には、当時の日本人に新鮮な衝撃を与えたのではないかと推測している。現代でも「カルマと転生の思想」が新しく感じられるのは、この思想が近代に再び輸入された近代思想であるためだという。
堀江宗正は、現代の輪廻転生観を、近代的な死生観として日本の伝統的な死生観と区別している。現代のような生まれ変わりの観念と先祖祭祀は両立しないため、先祖祭祀は弱まってきており、前世療法体験者が前世として外国人を挙げている割合が多いことからも、伝統的死生観からの離脱は明らかであるという。
オウム真理教を率いた麻原彰晃はインドやチベット仏教の輪廻転生観を（再）輸入し、「修行によって前世や来世を見ることができる」として、1980年代日本の前世ブーム（後述）にものって教勢を拡大した。信者たちも前世で縁があるゆえに今生この教団に集まったと自負していた。

## オリエント・西洋由来

### 古代ギリシア
古代ギリシアには、オルペウス教やピタゴラス教団、プラトンなど一部に転生の発想はあった。竹倉史人によると、ピタゴラスは前世の記憶を持っていたと伝えられている。メテンプシュコーシス（希: μετεμψύχωσις。転生、転回）と呼ばれた。その後に来るキリスト教文化圏の、人間を他の動物から峻別する伝統にとっては異端の思想であった。イギリスの牧師・民俗学者のセイバイン・ベアリング＝グールドは、インド文明をつくったアーリア人種に抱かれていた「霊魂不滅」の思想が古代ギリシアに引き継がれ、魂が人体を去るにあたっては必ず他の身体に移らねばならないと考えたためであろうと論じている。

### オルペウス教・ピュタゴラス学派・プラトン
欧州（古代ギリシア）においても、オルペウス教やピュタゴラス学派（ピュタゴラス教団）をルーツとし、その影響を受けたプラトンによって確立された、インドの系譜とは異なる独自の輪廻思想が存在している。
そしてインドの輪廻思想が、梵我一如や涅槃到達による、輪廻からの解脱を説くのと同じように、プラトンの場合も 「イデア」に向かって知性を磨く（魂（プシュケー）に眠っている「イデア」の記憶を想起する）ことで、天上界へといち早く帰還できると説く（『パイドロス』）。
さらにプラトンは後期には、パルメニデスの影響を受けつつイデア論を発展させて、世界の根源・原因である「デミウルゴス」を説くようになり（『ティマイオス』）、弟子アリストテレスの「不動の動者」のみならず、その「一者」への帰還とそのためのエクスタシス（忘我/脱自）を説く新プラトン主義のプロティノス、その他グノーシス主義やキリスト教の神学にも影響を与えた。

### 西洋中世
中世ヨーロッパの10世紀半ば、フランス南部とイタリア北部で行われた反聖職者運動であるカタリ派はグノーシス主義の二元論などの影響を受けており、この世は悪であり、悪人が現世に転生する、という教義を持っていた。カトリック教会によって異端とされ、アルビジョワ十字軍により壊滅させられた。

### イスラム教
イスラム教典では、人についても神についても、転生するという考え方を否定している。人の生はひとつであり、死を迎えることで神による裁きを受け、天国に召されるか地獄に落とされると説く。イスラム教も、最後の審判とその事象内での死者の肉体の復活を説くが、人が他の新たな肉体または他の生命として転生するという展望は存在しない。もっとも、スーフィーに見られるような少数派の教徒や、南アジア、インドネシアの教徒のなかに、イスラム教伝来前に存在していたヒンドゥー教、仏教の教えに基づく転生の観念を保持している者もいる。転生を信じるドゥルーズ派は異端とされる。また、シーア派の一部のグラートでは、不信心の結果として、天国に召されるまで転生が生じると説かれることがある。

### 西洋近代に由来するリインカーネーションの思想
近代ヨーロッパの啓蒙主義やロマン主義、進歩史観などを背景に18世紀のフランスで生まれた思想である。人類の直線的な進歩の観念に基づいており、魂や霊といった個人の不死なる根源を認め、人間は死と再生（再受肉）を幾度となく繰り返すことで、（霊的に）進歩もしくは（進化論登場後は）進化し、最終的に神に近い完全な存在になる、または完全な存在による完全な社会が実現されると考える。生まれ変わる対象は人間のみである。カトリックの教義を刷新するものとして、欧米だけでなく、南米でも広まった。転生は神から許された成長のチャンスであると考えられ、しばしば人生における苦難も自分で選んだ成長のための試練であるという独特の神義論・災因論が説かれる。このような選択的な輪廻観はニューエイジの重要な概念であり、日本でも精神世界ブームの中で育ったポスト高度成長期以降の世代には珍しいものではない。「カルマ」という言葉が用いられることもあるが、インドにおけるカルマの概念とは別物である。

#### 西洋近代
フレデリック・ルノワールは、西洋近代の転生説を最初に明記したのは、おそらくドイツの思想家ゴットホルト・エフライム・レッシング（1729年 - 1781年）による『人間教育』（1780年）であろうと述べている。哲学者イマヌエル・カント（1724年 - 1804年）は、理性相互間の調和である「目的の王国」の完成はこの世では不可能に感じられ、経験的にも不可能であるため、完成するには人間が限りなく生き限りなく進歩するしかなく、従って霊魂は不死でなければならないとした。近代のリインカーネーションの概念は、18世紀後半に生まれたニコラ・ド・コンドルセ（1743年 - 1794年）やジャック・テュルゴー（1727年 - 1781年）などの「進歩」の概念がベースにある。社会的不平等を説明しようとした19世紀の社会主義者たち、共産主義の祖型を考案したシャルル・フーリエ（1772年 - 1837年）、ピエール・ルルー（1797年 - 1871年）などに取り入れられた。フランス革命後のフランス社会では、王朝の崩壊とともにカトリック教会の権威が著しく低下しており、輪廻転生の物語は非常に魅力的なものとして知識人たちをとらえていた。ただし、生まれ変わりの概念はギリシア語由来の古風なフランス語「Métempsycose」や「palingénésie」という言葉が使われており、ピタゴラスやプラトンなどのギリシア思想か、『ウパニシャッド』や仏教といったヨーロッパに紹介され始めたばかりのインド思想が意識されており、異教の概念であった。

#### 心霊主義（スピリティズム）
社会主義者たちの転生観は、さらに霊媒アラン・カルデック（1804年 - 1869年）が創始したフランスの心霊主義運動（スピリティズム）に借用された。カルデックは貧困層に教育の機会を与えようと活動した「民衆教育の父」ヨハン・ハインリヒ・ペスタロッチ（1746年 - 1827年）に大きな影響を受けて教育者になり、フランスで私塾を開講し20冊以上の教育関係の書籍を出版していた。1853年末に当時流行していた降霊会でテーブル・ターニングを目撃し、当初は疑っていたが、霊との通信に興味を持つようになった。カルデックは霊から教えを普及する使命を示され（アラン・カルデックという名は霊から使命を果たすために与えられた名で、前世で古代ケルトの神官ドルイドであった時の名であるという）、降霊会を通して霊から受けた教えを『霊の書』にまとめ、キリスト教の「復活」とは輪廻転生であり、イエス・キリストの教えを完全なものにするのが輪廻転生の教えだとし、輪廻転生は罪の償いと進歩のためにあるとした。人間の霊は進歩（進化）によって最終的に救済され、「天界あるいは神聖な世界」に到達するとした。人生の苦難は、霊が自ら自由意思で選んだ試練であり、選ばれた試練と魂の欠点は対応しているとされた。あえて「欠陥のある肉体」を選ぶこともあり、この場合非常に大きい苦労を克服することで飛躍的に進歩するという。スピリティズムでは霊の進化は学校の学年のようなもので、後退することはないとされ、しばしば世界は学校制度のアナロジーで語られる。『霊の書』はフランス第二帝政期を代表するベストセラーになった。
カルデックの思想・信仰は、生まれる前からすでに霊として存在していたという「魂の先在説」で、死後人間の霊魂は「個性を守ったまま霊界に戻る」と説明したが、ともにカトリックでは異端の思想であった。カトリックでは、人間の肉体が生まれるときに神が霊魂を創造し、それ以前には霊魂は存在しないと信じられていた。カルデック自身はカトリックであり、自らの心霊主義はあくまでカトリックにおける改革運動であると考えていたが、カトリック教会側は異端であると考え、カルデックの著作は[禁書目録に加えられた。カルデックの教えは南米に広く受容され、ブラジルで最も熱狂的に受け入れられた。死後存続を信じて死後を重視し、同時に現世も重視する人は、来世や転生を信じ、来るべき千年王国の到来に備え、現在の社会をより良くしようと活動した 。
カルデックのスピリティズムを除く19世紀のほとんど全ての心霊主義では、転生論は支持されなかったが、20世紀には転生論を支持する心霊主義も見られる。死者の霊を呼び出す心霊主義と転生説の矛盾を解消するものとして、霊は特定の集団に属し、人生で学んだ経験を霊の集団内で共有することで霊的に進化するという変則的な転生説・類魂説（グループ・ソウル）も唱えられた。

#### 神智学
カルデックの転生論を取り入れた近代神智学の神秘思想家ヘレナ・P・ブラヴァツキー（1831年 – 1891年）は、心霊的自我が転生すると唱えた。インドのカルマの思想（因果応報）・進化論・新プラトン主義などを折衷し、人間は個人としても集団としても、生まれ変わりを繰り返して宇宙的な因果律(カルマ)に基づいて霊的に進化し、最終的に神に近い存在になり、根源に還るとした。これはチベットの霊的達人たちに伝えられた普遍の叡智であり、真の仏教であるとし、チベット仏教を称揚した。現在の人類の中でもっとも完全な人間が、前世の記憶や卓越した叡智を持つブッダであるという。この折衷的なリインカーネーションの概念は、ルドルフ・シュタイナー（1861年 - 1925年）の人智学や世界の新宗教、ニューエイジ思想、心霊主義に取り入れられた。

#### ニューエイジ
ニューエイジとは、1980年代以降、著しく発展した宗教・文化現象で、アメリカの対抗文化の流れを汲む潮流である。18・19世紀のエソテリックな（秘教的な）伝統や、それを取り入れた近代神智学を受け継いでいるといわれる。エソテリックな思想・実践の最初目的は、知の最高形態「グノーシス」で、救いと等しいものであると考えられた。ニューエイジは宗教ではないが、「神的」なものに関心を持ち、様々な思想・活動が展開し、人々は緩やかに結び付いている。ニューエイジでは人間以上の存在と交信するというチャネリングが重視され、チャネリングの原点といわれるジェーン・ロバーツ（1929年 – 1984年）は、セスという存在と交信したとして、転生とは直線的なものでも円環的なものでもなく、永遠かつ無限の「いま」の中ですべての人生が同時に起こっているという独特の転生観を示し、現在の活動が過去や未来の自分、ありうべき自分に影響を与えるとした。
ニューエイジでは、人間は神的なものであり、自分の人生を（病気ですら）自分で選び取っているとし、人間は宇宙の統一の中に自分のあるべき場所を見出すためにさまよわねばならず、この自己救済の旅は心理療法であり、覚醒に至る心理学的技術によって救いがもたらされるとした。そして人間は、自分の潜在能力の完全な覚醒のために、転生を繰り返して段階的に上昇するとされた。ニューエイジの転生は、西洋近代に始まるリインカーネーションの系譜であり、ブラヴァツキーの神智学やシュタイナーの人智学、近年の心霊主義と同様に、転生は宇宙の進化への参加と考えられている。
女優のシャーリー・マクレーンは、不倫関係に悩んでいた時にニューエイジ思想に出会って深い感銘を受け、熱心な伝道者として広く転生論やチャネリング、ソウルメイトなどのニューエイジ思想を広めた。マクレーンは前世の記憶を思い出したと主張しており、前世はアトランティス大陸に住んでおり、チャネルのジュディス・ゼブラ・ナイト（1946年 - ）の交信相手でアトランティスの戦士であったというラムサの兄弟であったとしている。彼女は、多くの人からうさんくさいと思われるような神秘的・非科学的な物事に一般の人々が気軽に参加し、受け入れる素地を作るのに、大きな役割を果たした。
ニューエイジは、日本をはじめとする東アジア地域にも影響が大きく、特に韓国とフィリピンで盛んである。

#### 日本
日本には、1884年（明治17年）に心霊主義の交霊術テーブル・ターニングが伝わってこっくりさんとして流行するなど、心霊主義が広まり、神智学協会初代会長ヘンリー・スティール・オルコット（1832年 - 1907年）が来日した1889年（明治22年）前後には神智学も伝わった。繰り返し生まれ変わり魂の向上を目指すという教えは大本教などにも見られるが、大本教の輪廻転生には心霊主義、特に18世紀の神秘思想家・神学者・科学者スウェーデンボルグの霊界観の影響があるといわれる。20世紀末にスピリチュアリティの盛り上がりと共にニューエイジなどからリインカーネーションの概念が流入し、新新宗教、精神世界に、のちには精神世界を引き継いだスピリチュアルに広まった。
熊田一雄は日本の新新宗教GLA（God Light Associationの略、1969年（昭和44年） - ）について分析し、その転生観の特徴について、「①人間は魂の永遠の輪廻転生の中で ②魂を向上させるという使命を持って ③自分で環境を選択して修業している」であるとし、①②は大本教系の宗教にも見られ日本の新宗教では新しいものではないが、③は日本でのGLAの新しさを示しているという。③については、「（環境を）選択しての修業」のほかに、「（自分で）計画した修行」「神と約束した修行」とも表現されており、選択輪廻観、計画輪廻観、約束輪廻観ともいえるものであると述べている。GLAは高橋信次が、アガシャという高級霊との交信で教義を構築したとされるアメリカのニューエイジ系新宗教「叡智のアガシャ聖堂」の心霊主義と近代神智学に多大な影響を受けた教義をベースに、伝統仏教や神道霊学などを結合させて作り上げた新宗教である。彼の死後、娘の高橋佳子は自分が大天使ミカエルであると宣言し、若手講師たちは「ミカエル・ウィンズ」という会を結成し、SF作家の平井和正がスタッフとして参加した。GLAのミカエル宣言はあまり成功しなかったが、平井和正は自身の大ヒット小説『幻魔大戦』について、「彼女（高橋佳子）との半年間にわたる“ミカエル学校”の産物以外の何ものでもないのだ」と述べており、その強い影響がうかがえる。

## 日本の創作文化における転生
過去に生きていた人物が別人として現代に現れたり、本人自身の記憶を持ったまま別人として生まれ変わったりするか人外の肉体に変わる、または代わること。所謂受肉とも)というのは魅力的なプロットであり、転生という概念を取り入れたフィクション作品は数多く創作されている。
副次的なジャンルとしては、時間移動や異世界への転移も含まれる。

### 前世ブーム
「幻魔大戦シリーズ」は最終戦争（ハルマゲドン）物の代表作であり、アメリカのニューエイジの影響を受けて1970年代〜1980年代以降に日本で見られた精神世界や、オウム真理教などの新新宗教（第三次宗教ブーム）に大きな影響を与えた。
1980年代から宗教集団、アニメ、オカルト雑誌などで、最終戦争（ハルマゲドン）を機に前世の記憶を共有する仲間たちと連帯しようという信念・空想が展開され、のちに戦士症候群と呼ばれる「前世ブーム」が起こった。また1985年には、歌手の松田聖子（当時22歳）が、破局した交際相手・郷ひろみに対して「もし今度、生まれ変わってきた時は絶対に一緒になろうね、と（郷に）言ったんですけど…」と号泣した記者会見が世間を賑わせる
。1987年（昭和62年）から日渡早紀がSF少女漫画『ぼくの地球を守って』（異星人としての前世の記憶を思い出し超能力に目覚めた少年少女の戦いを描いた作品）を連載し、冬木るりか『アリーズ』（1987年（昭和62年） - 1994年（平成6年）。ギリシャ神話の神々が現代の高校生に転生して愛憎劇を繰り広げる少女漫画）や、みずき健『シークエンス』（1989年（平成元年）、転生・超能力・タイムトラベルを扱ったSF少女漫画）など転生と超能力を中心テーマとする少女漫画が数多く書かれ、少女たちの間で「前世の仲間探し」が流行した。オカルト雑誌『ムー』や『トワイライトゾーン』（以下「TZ」）の文通欄 （ペンフレンドを募る投稿欄） には、自分の前世はアトランティス大陸や異星、異世界の戦士であり、来るべき最終戦争に備えて巫女などの前世の仲間を探しているという手紙が殺到した。彼女たちは、前世では超能力を持っていたと考えている場合が多くみられ、しばしば前世の性別は男性である。バーチャルネットアイドル ちゆ12歳は、『ムー』では1982年（昭和57年）まで前世の仲間探しの投稿はなく、1983年（昭和58年）の『幻魔大戦』劇場版から投稿の空気が変わったことが感じられると述べている。『ムー』は1988年6月号から前世の仲間探しを載せない方針になったが、『TZ』（1989年（昭和64年/平成元年）休刊）や『マヤ』（1992年（平成4年）休刊）などの他のオカルト雑誌には載り続けた。
1989年（昭和64年/平成元年）には、自分たちは古代の王女の生まれ変わりであると信じる中学生の少女たちが、死の直前まで行けば前世を覗き見ることができると考えて、計画的な自殺未遂事件を起こし（本人たちに死ぬつもりはなかったため、「自殺ごっこ」とも言われた）、社会に衝撃を与えた。彼女たちが少女漫画『シークエンス』を抱えて事件を起こしたことからも、少女漫画の影響は明らかである。日本精神史を研究する赤坂寛雄は、アメリカのニューエイジでは女優のシャーリー・マクレーンが転生信仰の伝道者であったが、日本で唐突に盛り上がった転生への興味には、少女漫画が想像以上に大きな役割を果たしており、マクレーンの自伝的著作『アウト・オン・ア・リム』と同じような伝道書の役割を、日本で少女漫画が担っていたという。
前世少女たちに取材したライターの新山哲は、彼女たちはごく普通の、しいて言えば突出したところのない少女であると述べている。彼女たちは実のところ、自らが語る前世が想像の産物であることを内心承知しており、コミュニケーションに必要不可欠なもの、小さな共同体を維持するものとして前世の「物語」が共有されていると指摘し、前世をサクセス幻想のよりどころにして、アイデンティティの自給自足をしているのではないかと述べている。
赤坂寛雄は、前世少女たちと少女漫画の関係について、次のように説明している。“現代日本では、日常の中で「異界」や「大きな物語」は著しく存在感を薄めており、少女たちは大きな困難に直面している。このような時代に、「異界」に惹かれやすい性質の少女たちにとって、神秘的な少女漫画は異界の代替の役割をはたしていた”。また、前世少女たちは、干からびた現実・日常から離脱するためには物語を利用するしかないのだと、どこかでしたたかに気付いているとも述べている。1992年（平成4年）から武内直子が、前世が月の王女や戦士、地球の王子であり、運命的に結ばれた中高生たちの戦いや学校生活、恋や友情を描いた『美少女戦士セーラームーン』を連載し、同年アニメ化された。幅広い世代に人気になり、海外でも流行した。
堀江宗正は、このオカルト雑誌や漫画、アニメを介した前世ブームの主な担い手は17歳前後の少女であり、成長して現代のスピリチュアル・ブームの担い手になっている可能性があると指摘している。前世療法の典型的なクライアントが2009年時点での35歳女性（1974年生まれ）であることからも、この点は明らかであるという。日本のスピリチュアルはニューエイジの系譜に連なるものではあるが、元来のリインカーネーションの思想や心霊主義にあった社会的側面、ニューエイジのエコロジー、自然志向、平和主義など社会性の高い領域は受け継がれなかった。スピリチュアル・ブームでは、それ以前は心が通い合った親友、恋人などを表す単なる形容表現だった「ソウルメイト」が、「生まれる前から出会うことが約束されていた相手」「前世からつながっていた仲間」という意味でも使われるようになった。

### ウェブ小説・ライトノベルでなどの転生物の興隆
2010年（平成22年）頃から、低迷する文芸書の中でウェブ小説の書籍化が急成長し、中でも異世界への転生を扱ったゲーム風ファンタジー作品が多くなった。小説投稿サイト「小説家になろう」（2004年（平成16年） - ）では、2011年（平成23年）時点で「異世界召喚／転生ファンタジー」が上位を占めた。その後、2020年までにピークは過ぎていたとする意見もある。
流行の背景には日本社会の低迷が反映されているという説がある。前世は冴えないサラリーマンや無職・童貞のニートなどの鬱屈した人生の設定が多く、外見や能力が非常に優れた状態で生まれ変わり、かわいい女の子にちやほやされたり、信頼できる異性や仲間ができたりする。そのジャンルを「なろう系」と呼ぶ。批評家の飯田一史は、「異世界転生もので俺TUEEE」などと揶揄されるウェブ小説は、「やり直し願望」の発露（代償行動）。　KADOKAWAMF文庫J編集部副編集長の池本昌仁は、「平成・令和の時代劇」と評している。
こうしたウェブ小説を原作とするか触発されるかして、ライトノベルや漫画といった商業出版物として刊行される異世界転生小説も増えた。一部はアニメ化もされている。出版科学研究所の集計によると、タイトルに「異世界」「転生」の語を含む新刊書籍は2014年（平成26年）の128点から2017年（平成29年）には490点に増え、別の語句を使った転生物を含めるとさらに多い。戦闘や冒険で活躍するのでなく、農業などでのんびり暮らすスローライフ願望を投影した作品も含めて多様化している。

## 研究例
現実世界における転生についての研究は、前世研究と内容を同じくする。

### イアン・スティーヴンソンによる調査
転生を扱った学術的研究の代表的な例としては、超心理学研究者・精神科教授のイアン・スティーヴンソンによる調査がある。スティーブンソンは1961年にインドでフィールドワークを行い、いくつかの事例を信頼性の高いものであると判断し、前世の記憶が研究テーマたり得ることを確信した。多くは2〜4歳で前世について語り始め、5〜7歳くらいになると話をしなくなるという。日本の前世ブームの前世少女のような思春期の事例やシャーリー・マクレーンのような大人の事例は、成長過程で得た情報を無意識に物語として再構築している可能性を鑑みて重視せず、2〜8歳を対象とした。『前世を記憶する子供たち』では、子どもの12の典型例を考察している。竹倉史人は、スティーヴンソンの立場は科学者としての客観的なもので、方法論も学術的であり、1966年の『前世を記憶する20人の子供』は、いくつかの権威ある医学専門誌からも好意的に迎えられたと説明している。赤坂寛雄は、スティーブンソンは生まれ変わり信仰に肯定的であり、むしろ一連の前世研究は、前世や生まれ変わりが事実であることを証明しようという執拗な意思によって支えられているかのように見えると述べている。
スティーブンソンの前世研究は、世界的発明家チェスター・カールソンがパトロンとして支え、子どもたちが語る前世の記憶の真偽を客観的・実証的に研究する The Division of Perceptual Studies（DOPS）が米国ヴァージニア大学医学部に創設された。死後100万ドルの遺産がスティーヴンソンが属するヴァージニア大学に寄付され、現在もDOPSで前世研究が続けられ、2600超の事例が収集されている。DOPSの調査データを分析した中部大学教授・ヴァージニア大学客員教授の大門正幸によると、収集された事例のうち、前世に該当すると思われる人物が見つかったのは72.9％、前世で非業の死を遂げたとされるものは67.4%である。懐疑主義者の団体サイコップの創設メンバーであるカール・セーガンは、生まれ変わりは信じないが、「まじめに調べてみるだけの価値がある」と評した。

### ジム・タッカーによる調査
バージニア大学のジム・タッカーは、イアン・スティーヴンソンの研究を引き継ぎ、約1100の生まれ変わり事例を調査した。

### 前世療法研究
精神医学のなかで治療として用いられる催眠療法による年齢退行の過程で、前世の記憶を想起するケースがあることがマウントサイナイ病院の精神科医ブライアン・L・ワイスによって報告された。トロント大学医学部教授ジョエル・L・ホイットン、アメリカの催眠療法家ギャレット・オッペンハイムからも同様の報告があった。彼らは患者たちが抱える症状が過去の人生に原因があり、その記憶を意識することで回復がみられたと主張した。
一方で、年齢退行催眠については、虚偽記憶を生み出すという批判もある。療法家が患者に対して誘導的な聴き取りや質問を繰り返すことで、実際には体験したことのない幼少期の偽の記憶を生み出してしまうケースがあったためである。特に子供の場合、周りからの影響で体験したことが無い出来事を申告したり、記憶が変容してしまいやすいことが明らかとなったことから、取り分け配慮が必要だと考えられている。
このことに関しブライアン・ワイスは、患者や治療家自身がそれまで知りえなかった事実を想起する例を挙げ、そのような記憶は真実の可能性が高いという立場をとっている。またワイス自身、偽の記憶が生み出される可能性は否定しておらず、治療の中で患者が想起する過去世の記憶は、80%程度が実際の記憶であり、10%は単なるシンボルや比喩に過ぎず、残りの10%は歪みや偽りの記憶であると推定している。

## 法的取扱い
宗教思想上の概念の問題であるため、一般的には法規制の対象となるものではない。
- 中華人民共和国では2007年9月に発行された国家宗教事務局令第5号により、転生を行う際に事前に政府への申請を行い、許可を得ることが必要となった。この条例は、高僧が転生を繰り返すとされるチベット仏教の管理を目的としていると見られている[85]。